# Новый Мир (Троицкий район)
Но́вый Мир — посёлок в Троицком районе Челябинской области. Административный центр Новомирского сельского поселения.

## География
Через посёлок протекает река Увелька. Расстояние до районного центра, Троицка, 15 км.

## История
Поселок образован (и официально назван) в 1961 путем объединения 2 насел. пунктов: хут. Першино и снецпоселка Н. Мир (существовал с 1939). 
Хутор был построен в 1896 в черте Ключевского станичного юрта 3-го воен. отдела ОКВ (Троицкий уезд Оренб. губ.). 
По данным переписи, в 1926 относился к Клястицкому сельсовету Троицкого р-на Урал. обл., состоял из 16 дворов. В 1931 на терр. хутора был организован колхоз «13 лет Октября», за к-рым закрепили 4348 га земельных угодий. Жит. выращивали зерновые и техн. культуры, овощи, картофель; занимались скотоводством. 
В 1940 насчитывалось 102 двора (418 колхозников, т. е. жит. старше 12 лет), в 1948 - 134 (484). В 1959 колхоз получил новое назв.— им. 21-го съезда КПСС, в 1992 на его базе создано СХПП «Новый Мир» (с 2001 — СХПК).

## Население
| 2002 | 2010 |
| ---- | ---- |
| 763  | ↘697 |

По данным Всероссийской переписи, в 2010 году численность населения посёлка составляла 697 человек (324 мужчины и 373 женщины).
(в 1926 — 80, в 1950 — 277, в 1964 — 314, в 1970 - 396, в 1983 - 654, в 1995 -918)

## Улицы
Уличная сеть посёлка состоит из 5 улиц.
- Колхозная улица
- Лесная улица
- Молодежная улица
- Центральная улица
- Южная улица